# Drosophila coroica
Drosophila coroica är en tvåvingeart som beskrevs av Wasserman 1962. Drosophila coroica ingår i släktet Drosophila och familjen daggflugor.
Artens utbredningsområde är Bolivia, Brasilien och Argentina.